# Runina
Runina es un municipio del distrito de Snina en la región de Prešov, Eslovaquia, con una población estimada a final del año 2024 de 69 habitantes. Runina se encuentra dentro del parque nacional Poloniny, la zona menos poblada de Europa, que incluye el parque "del cielo oscuro", una de las zonas con menos contaminación lumínica de Europa. 
Se encuentra ubicado al este de la región, en el valle del río Cirocha (cuenca hidrográfica del río Tisza) y cerca de la frontera con Ucrania y Polonia.

## Demografía
| Año        | 1994 | 2004     | 2014    | 2024     |
| ---------- | ---- | -------- | ------- | -------- |
| Población  | 123  | 74       | 80      | 69       |
| Diferencia |      | −39,83 % | +8,10 % | −13,75 % |

| Año        | 2023 | 2024    |
| ---------- | ---- | ------- |
| Población  | 71   | 69      |
| Diferencia |      | −2,81 % |

## Servicios
Existe un bar en la casa del ayuntamiento. No hay supermercado, el más cercano se encuentra en Stakčín.

## Curiosidades
Alguna gente visita el parque nacional en busca de zubr (el bisonte europeo Bison bonasus bonasus de los cárpatos, un linaje en recuperación y resultado de cruces en años recientes), ya que es la única región europea con bisontes en libertad, pero estos suelen estar alojados en la parte polaca del parque.
Hay varias rutas de senderismo, incluyendo un pequeño refugio de madera justo al salir de Runina en dirección Ruské, por el camino azul. Y otro camino de código verde hacia Rabia skála.